# Antifonte
Antifonte (in greco antico: Ἀντιφῶν?, Antiphṑn; Atene, 480 a.C. circa – Atene, 410 a.C. circa) è stato un filosofo e drammaturgo greco antico.

## Descrizione
Chi sostiene la necessità di distinguere l'Antifonte retore, logografo e politico dall'Antifonte sofista si basa soprattutto sull'affermazione (presente nell'opera La verità), che la natura è superiore alle leggi particolari e non istituisce differenze tra uomo e uomo, per questo in niente un barbaro è differente da un greco, dichiarazione veramente straordinaria per un ateniese del V secolo, che sembrerebbe incongrua se attribuita all'Antifonte oligarca: l'oligarchia infatti disprezzava il popolo e aveva elaborato una costituzione che assegnava di diritto il potere ai migliori.
A questo aspetto si aggiungono anche considerazioni stilistiche, in quanto i discorsi del logografo sembrano molto diversi, per lessico e costruzione, dai trattati filosofici.
Chi invece ritiene inappropriato separare le due figure ritiene che l'esiguità dei frammenti a disposizione non possa costituire valido fondamento per instaurare differenze di stile, tanto più che eventuali difformità tra un discorso giudiziario e un saggio filosofico potrebbero essere attribuite anche alla diversità di genere.
Per quanto riguarda l'aspetto etico-filosofico, si ritiene che nulla possa essere ricavato da una singola affermazione estrapolata da un contesto più ampio che non possediamo.
In ambito ontologico Antifonte il sofista indicò con il termine in greco antico ἀρρύθμιστον?, arrhỳthmiston ("senza forma") ciò che è fondamentale e comune ad ogni ente. L'ἀρρύθμιστον costituisce la base della natura ed è la condizione di ogni formante esteriore. Sul piano antropologico la presenza dell'ἀρρύθμιστον significa che ogni uomo è uguale dal punto di vista naturalistico-biologico. Quest'essenza comune ad ogni uomo si contrappone alla legge (in greco antico: Νόμος?, Nòmos), la quale è poco efficace e limita l'uomo. In diversi frammenti Antifonte mostra l'inefficacia della legge: essa infatti non può prevenire la propria violazione e non impedisce all'offendente di offendere né all'offeso di essere offeso.
Antifonte il sofista è anche noto per il suo tentativo di risolvere il problema della quadratura del cerchio, sul quale siamo informati da Temistio e da Simplicio di Cilicia. Secondo queste testimonianze Antifonte avrebbe iniziato iscrivendo nel cerchio un poligono regolare (un triangolo equilatero o un quadrato, a seconda della fonte) e avrebbe poi considerato una successione di poligoni inscritti ottenuti raddoppiando ogni volta i lati del precedente. Il metodo prefigurava in parte il successivo metodo di esaustione. Sembra però che Antifonte ritenesse che dopo un numero finito di passi avrebbe ottenuto un poligono con i lati così piccoli da coincidere esattamente con il cerchio. Simplicio osserva (attribuendo la critica ad Alessandro di Afrodisia) che Antifonte era in errore, poiché una circonferenza può avere al più due punti in comune con una retta e quindi i lati del poligono, per quanto piccoli, non possono coincidere con i corrispondenti archi.
È attribuita ad Antifonte una "arte di evitare il dolore" (in greco antico: τέχνη ἀλυπίας?, tèchnē alypìās). Affiancando le cure che i medici praticavano agli infermi si dice che avesse istituito una sorta di ufficio pubblico di consulenza in un locale vicino alla piazza di Corinto, affermando di riuscire a sanare le angosce facendo domande e risalendo alle cause, rincuorando così con le sue parole gli afflitti. Aveva scritto pure un'opera "sull'interpretazione dei sogni" sostenendo la loro natura simbolica contro l'opinione corrente dell'epoca.